# Янголохта
Янголохта — деревня в Бабаевском районе Вологодской области.
Входит в состав Вепсского национального сельского поселения (с 1 января 2006 года по 13 апреля 2009 года входила в Тимошинское сельское поселение), с точки зрения административно-территориального деления — в Тимошинский сельсовет.
Расстояние по автодороге до районного центра Бабаево — 102 км, до центра муниципального образования деревни Тимошино — 12 км. Ближайшие населённые пункты — Красная Горка, Пустошка, Фенчиково.
По переписи 2002 года население — 50 человек (22 мужчины, 28 женщин). Преобладающая национальность — русские (96 %).